# Razarač klase Maya
Maya je klasa japanskih razarača naoružanih vođenim projektilima. Klasa je izmijenjena inačica klase Atago s poboljšanim borbenim sustavom Aegis i električnim pogonskim sustavom. Prvi razarač klase, Maya, u službu je ušao 19. ožujka 2020., a drugi razarač Haguro u službu je ušao 19. ožujka 2021.

## Povijest
Pomorske snage samoobrane (MSDF) započele su s izgradnjom klase Kongō opremljene Aegis-om od FG 1988. A u fiskalnoj godini 2002. i 2003., modificirana inačica, klasa Atago, također je dodana u flotu.
Međutim, čak i nakon što su četiri razarača klase Kongō i dva razarača klase Atago predati u službu, bilo je potrebno izgraditi još dva razarača opremljena Aegisom kako bi zamijenili klasu Hatakaze, najboljeg i posljednjeg preživjelog razarača opremljenog Tartarom. Izgradnja ova dva razarača opremljena Aegisom uključena je u Smjernice nacionalnog obrambenog programa za FG 2014. i dalje. Prvi brod, JS Maya, izgrađen je novcem osiguranim u proračunu za 2015. fiskalnu godinu.

## Dizajn
Iako dijeli iste osobine dizajna kao klasa Atago, klasa Maya većeg je trupa za ugradnju hibridno-električnog pogonskog sustava.
Razarači klase Maya projektirani su s COGLAG (Kombinirana plinska turbina-električna i plinska turbina) pogonskim sustavom, modifikacijom kombiniranog pogonskog sustava na plin i plin koji koristi električni pogon za krstarenje malim brzinama. JMSDF je ispitao COGLAG pogonski sustav na JS Asuka. Zatim je usvajanje sustava za površinske brodove počelo s klasom Asahi. Dok je sustav klase Asahi imao distribuciju niskog napona od 450 volti, sustav klase Maya opremljen je naprednijim sustavom koji može podnijeti distribuciju visokog napona od 6600 volti.
JMSDF već koristi integrirani električni pogonski sustav za pomoćna plovila, a očekuje se da će se u budućnosti proširiti na površinske borbene brodove u svjetlu budućeg smještaja oružja.

## Oprema
Klasa Maya ima noviji Aegis Weapon System (AWS) Baseline 9C (koji se u Japanu naziva J7), u usporedbi s klasom Atago koja koristi sustav Baseline 7 (sada se ažurira na Baseline 9C s modernizacijom). Uz ovaj sustav, ovi razarači opremljeni su sustavom Cooperative Engagement Capability (CEC). To će omogućiti brodu da dijeli informacije o nadzoru ili ciljanju s drugim sredstvima opremljenim CEC-om, bilo da su to brodovi američke ili australske mornarice ili američki ili japanski E-2 Hawkeye. Uz AWS, opremljeni su i sustavom Aegis BMD 5.1; to su prva JMSDF Aegis plovila koja su sposobna za obranu od balističkih projektila od ulaska u službu.
Uz postojeće rakete zemlja-zrak SM-2MR Block IIIB, u budućnosti će se ugrađivati i SM-6. Projektili SM-6 mogu se umrežiti sa sustavom CEC i tako mu omogućiti primanje informacija o ciljanju iz drugih izvora opremljenih CEC-om. Dok je primarna uloga SM-6 presretanje neprijateljskih zrakoplova i krstarećih projektila, SM-6 je sposoban presresti i balističke projektile u njihovoj završnoj fazi leta pa može služiti i kao protubrodski projektil.
Kao protubalistički projektili, ovi brodovi opremljeni su SM-3 Block IA, IB i IIA. SM-3 Block IIA je najnovija inačica projektila SM-3, koja je znatno izmijenjena kako bi pokrivala obranu šireg područja. 
Brod će koristiti projektile tipa 17 brod-brod (SSM-2), uz postojeći tip 90 (SSM-1B). Za laka torpeda, za ovu klasu su usvojene torpedne cijevi HOS-303, dok su se cijevi HOS-302 koristile do klase Atago.
Predviđeno je da buduće naoružanje za brodove uključuje lokalno izgrađeni railgun i laserski točkasti obrambeni sustav. 
Ovi brodovi imaju krmenu helikoptersku palubu, a jedan helikopter mogu nositi u svom hangaru. Iako obično ne prevoze helikoptere, osobito na JS Haguro, sva je potrebna oprema već instalirana.